# Сокурянська Людмила Георгіївна
Людмила Георгіївна Сокурянська (нар. 25 квітня 1949, Харків) — український науковець, соціолог. Доктор соціологічних наук, професор. Академік Академії наук вищої школи України з 2010 року.

## Біографія
Народилася у Харкові. У 1966 році закінчила із золотою медаллю СШ № 7 м. Харкова, у 1971 року — філологічний факультет Харківського державного університету імені О. М. Горького (з відзнакою). З 1971 року працює в Харківському державного університеті: молодший науковий співробітник соціологічної лабораторії (1971—1981 рр.), старший науковий співробітник тієї ж лабораторії (1984—1989 рр.); старшим викладачем кафедри (1989—1993 рр.), доцентом кафедри соціології (1993—2001 рр.). З 2001 року — завідувач кафедри соціології, професор. У 1981—1984 роках навчалася в аспірантурі, у 1994—1997 роках — на докторантурі кафедри соціології. У 1984 році захистила кандидатську, у 2007 року — докторську дисертації з соціології. З 2006 року працює професором (за сумісництвом) кафедри соціології Волинського національного університету імені Лесі Українки. З 1995 року — старший науковий співробітник, з 2007 року — провідний науковий співробітник (за сумісництвом) соціологічної лабораторії соціологічного факультету Харківського національного університету імені В. Н. Каразіна.

## Нагороди та звання
- Орден княгині Ольги III ступеня (2020)[1].